# Gurney Halleck
Gurney Halleck è un personaggio del fantascientifico ciclo di Dune di Frank Herbert.
Egli appare per la prima volta nel romanzo Dune, quindi nel seguito I figli di Dune. Il personaggio è stato ripreso da Kevin J. Anderson e da Brian Herbert nel loro ciclo Il preludio a Dune, in cui ne narrano in dettaglio le origini.

## Biografia del personaggio

### Il preludio a Dune
Gurney Halleck nasce sul pianeta Giedi Primo, feudo dei baroni Harkonnen, da due schiavi nelle cave di pietra di proprietà personale della Casa Harkonnen. A vent'anni assiste impotente al rapimento della sorella, Beth, e in seguito - con rabbia e altrettanta incapacità di opporsi - alla sua morte per mano di Glossu Rabban.
Fuggito dal pianeta natale, dopo anni di vagabondaggio si unisce alla causa del conte Dominic Vernius e dei suoi amici contrabbandieri, su Salusa Secundus. Alla morte del nobile decaduto raggiunge clandestinamente il pianeta Caladan, dove mette al servizio del duca Leto Atreides e del figlio Paul, dopo anni di addestramento alla scuola di Ginaz, di cui diventa uno dei maggiori Maestri d'Armi.

### Ciclo di Dune
Gurney Halleck è responsabile dell'istruzione militare e della sicurezza del figlio del duca Leto, Paul Atreides, di cui diviene grande amico e grandissimo confidente.
È molto amico anche di Duncan Idaho e di Thufir Hawat, i principali collaboratori del duca.
Quando gli Harkonnen e i Sardaukar attaccano il pianeta Dune, Gurney è uno dei pochissimi uomini a salvarsi al massacro sanguinoso, unendosi a un gruppo di contrabbandieri di spezia. Due anni dopo, rincontra Paul, che nel frattempo ha assunto l'identità fremen di Muad'Dib, il Messia del mondo delle sabbie, a cui si unisce nuovamente nella lotta contro gli odiati Harkonnen. Quando Paul Atreides diviene imperatore dell'Universo Conosciuto, Gurney Halleck riceve dal sovrano il titolo di duca di Caladan, dando asilo a Lady Jessica, la madre di Paul.
Gurney, oltre che come grande spadaccino, è noto per le sue doti canore e musicali, essendo un apprezzato suonatore di Baliset (uno strumento musicale a nove corde).

## Altri media
Nel film di David Lynch del 1984, Dune, Gurney è interpretato dall'attore britannico Patrick Stewart.
Nella miniserie del 2000, Dune il destino dell'universo, è impersonato da P. H. Moriarty. In questa produzione per la televisione al personaggio viene dato maggiore risalto, più vicino a quello che gli è attribuito nel ciclo di Dune di Frank Herbert.